# Milledge Luke Bonham

Milledge Luke Bonham

Milledge Luke Bonham (* 25. Dezember 1813 bei Red Bank, South Carolina; † 27. August 1890 in White Sulphur Springs, North Carolina) war ein US-amerikanischer Politiker und Brigadegeneral der Konföderierten Staaten im Sezessionskrieg.

## Frühe Jahre
Bonham wurde im Edgefield District von South Carolina als Sohn von Captain James Bonham und seiner Frau Sophie, geborene Smith, einer Nichte von Captain James Butler, dem Oberhaupt der illustren Familien von South Carolina, geboren. Seine Ausbildung erhielt er an Privatschulen, später graduierte er am South Carolina College, der heutigen University of South Carolina in Columbia. Bonham diente als Major und als Generaladjutant in der South Carolina Brigade 1836 im zweiten Seminolenkrieg in Florida. Im gleichen Jahr starb sein älterer Bruder James bei der Verteidigung der Festung Alamo.

## Politischer Aufstieg
Bonham studierte Jura, wurde 1837 als Anwalt zugelassen und eröffnete in Edgefield eine Anwaltspraxis. Während des Mexikanisch-Amerikanischen Krieges diente er als Lieutenant Colonel und Colonel des 12. Infanterie-Regiments der US-Armee. Nach seiner Rückkehr wurde er Generalmajor der Miliz von South Carolina und trat als Mitglied der Demokratischen Partei in die Politik ein. Von 1840 bis 1843 war er Abgeordneter im Repräsentantenhaus von South Carolina und von 1848 bis 1857 war er Staatsanwalt für den südlichen Bereich des Staates. Anschließend wurde er in den 55. und 56. US-Kongress gewählt, womit er vom 4. März 1857 bis zum 21. Dezember 1860 Mitglied des Repräsentantenhauses war.

## Bürgerkriegsaktivitäten
Im Februar 1861 wurde Bonham von Francis Wilkinson Pickens, dem Gouverneur von South Carolina, zum Generalmajor und Kommandeur der Armee von South Carolina ernannt und am 19. April 1861 zum Brigadegeneral der Konföderiertenarmee befördert. Ab diesem Zeitpunkt kommandierte er die erste Brigade der Konföderierten unter General Pierre Gustave Toutant Beauregard. Am 21. Juli 1861, bei der Ersten Schlacht am Bull Run befehligte er seine eigene Brigade, zwei Artillerie-Batterien und sechs Kavallerie-Kompanien.
Am 27. Januar 1862 verließ er die Armee, um wieder im Kongress der Konföderierten zu arbeiten und am 17. Dezember 1862 wurde er in einer geheimen Wahl zum Gouverneur gewählt, was er bis zum Dezember 1864 auch blieb.

## Gouverneur von South Carolina
Während seiner Zeit als Gouverneur von South Carolina bis Dezember 1864 musste er sich mit kriegsbedingten wirtschaftlichen Schwierigkeiten auseinandersetzen. Dazu gehörte auch eine steigende Inflationsrate und eine zunehmende Kriegsmüdigkeit. Die militärischen Rückschläge der Konföderation und die steigende Zahl der Gefallenen und Verwundeten, trugen ebenfalls nicht zur Verbesserung der Stimmung in der Bevölkerung bei.
Im Februar 1865 ging er als Brigadegeneral der Kavallerie wieder zur Armee. Nach dem Krieg eröffnete Bonham in Edgefield und in Atlanta eine Versicherungsgesellschaft, die er von 1865 bis 1878 führte. Nach seiner Rückkehr in die Politik wurde er 1865 und 1866 wieder in das Repräsentantenhaus South Carolinas gewählt und hatte bis 1874 noch weitere politische Positionen inne. Anschließend zog er sich aus der Politik zurück und führte seine Anwaltspraxis weiter. Von 1878 bis zu seinem Tod arbeitete er als staatlicher Eisenbahn-Kommissar.